# Caloria elegans
Caloria elegans (Alder & Hancock, 1845) è un mollusco nudibranchio della famiglia Facelinidae.

## Descrizione
Ha un corpo bianco, lungo fino a 12 centimetri, con cerati bianco-gialli macchiati in nero e bianco all'estremità.

## Distribuzione e habitat
La specie è diffusa nel mar Mediterraneo e nell'oceano Atlantico nord-orientale.
Vive su fondali poco illuminati.